# Flughafen Avignon

i7
i11
i13
Der Aéroport Avignon-Provence (früher Aéroport d'Avignon – Caumont, IATA-Code: AVN, ICAO-Code: LFMV) ist ein Flughafen im südfranzösischen Département Vaucluse in der Region Provence-Alpes-Côte d’Azur, rund 8 km südöstlich von Avignon. Er ist von 6 bis 22 Uhr geöffnet.

## Flugverbindungen
Seit 2013 wird der Flughafen nicht aus deutschsprachigen Ländern bedient.

## Geschichte
Der Flughafen wurde 1937 eröffnet. Im Jahr 1948 wurde die erste regelmäßige Flugverbindung nach Paris aufgenommen. Im Jahr 1989 wurde ein neuer Kontrollturm gebaut. Der Aéro-Club Vauclusien ließ sich in diesem Jahr auf dem Flugplatz nieder. Im Jahre 1990 wurde das Terminal erweitert. Im Jahr 1997 wurde die Startbahn Nord auf 1880 Meter verlängert.

## Sonstiges
Neben dem Flughafen bei Caumont-sur-Durance befindet sich sechs Kilometer nördlich Avignons ein weiterer Flugplatz, das Aérodrome d’Avignon-Pujaut.

### Flugplatz Avignon-Pujaut
Dieser Flugplatz besitzt drei Graspisten und ist ein Flugplatz der Liste 3, ein Platz eingeschränkter Nutzung.
Nach der Besetzung Vichy-Frankreichs Ende 1942 im Verlauf des Zweiten Weltkriegs durch die deutsche Wehrmacht wurde Avignon-Pujaut ein Flugplatz der deutschen Luftwaffe. Zur Luftverteidigung lagen hier im November 1942 und zwischen August 1943 und Mitte Juni 1944, mit kurzer Unterbrechung im Mai/Juni, zunächst die 2. und ebenfalls im Mai/Juni 1944 die 4. Staffel der anfangs nur mit Bf 109F/G und später auch Fw 190A ausgerüsteten Jagdgruppe Süd. Hinzu kam in dieser Zeit auch noch die 2. Staffel der Jagdgruppe West.